# Кокшетау (регион)
Кокшета́у — историко-географический регион, расположенный на севере Казахстана. Охватывает северную часть современной Акмолинской области, а также граничащие с ней Айыртауский, Тайыншинский, имени Габиба Мусрепова, Акжарский и Уалихановский районы Северо-Казахстанской области.

## География
В центральной части расположен Кокшетауский хребет. Здесь с востока на запад протянулись горы Кокше, Жаксы Жалгызтау, Жаман Жалгызтау, Имантау, Жыланды, Сандыктау, Улькентукта, Букпа, Кошкарбай, Зеренды, Айыртау, Сырымбет, а также перевалы Шортанды и Буркитты, расположены озёра Улькен Шабакты, Киши Шабакты, Бурабай, Айнаколь, Айдабол, Зеренды, Копа, Атансор, Майлысор, Мамай, Саумалколь, Шалкар, Улькен Косколь, Киши Косколь, Жолдыбай, Калмакколь, Шагалалы-тениз, Силетытениз, Теке и др. В этом регионе имеются исторические места — Окжетпес, «Жеке батыр», пещера Кенесары и др. В западной части хребта протекает река Есиль. Зима холодная, среднегодовая температура в январе —16—19°С, в июле 19—20°С. Среднегодовое количество осадков составляет 230—400 мм.

## История

### До присоединения к Российской империи
Регион Кокшетау с древнейших времён населяли различные народы. В эпоху бронзы входил в Андроновскую культурную общность, в период раннего железного века территорию современного региона Кокшетау населяли сакские племена. В I—II веках нашей эры в Кокшетауские степи переселились племена хунну. В средние века эти земли входили в состав Тюркского и Кимакского каганатов, Кыпчакского ханства. В первой половине XIII века Кокшетау был завоёван войсками Чингизхана и вошел в улус Джучи. В XIII—XV веках регион Кокшетау входил в Ак-Орду, в рамках которой шло завершение формирования казахского народа. Во второй половине XV века образованное в Жетысу Казахское ханство окрепло и в начале XVI века объединило всю казахскую степь (включая регион Кокшетау). Жонгарское ханство, образованное в середине XVII века, представляло большую опасность для казахского народа. В Кокшетау, как и на других землях казахской степи, в кровавых сражениях с жонгарами проявили героизм казахские батыры (Богенбай, Баян, Карасай, Агынтай, Кабанбай, Олжабай и другие).

### В составе Российской империи
В 40-х годах XVIII века Кокшетау превратился в центр вновь усилившегося Казахского ханства. В Кокшетау находилась ставка Абылай-хана. После смерти Абылай-хана Казахское ханство начало терять свое единство, регион Кокшетау перешёл в родовые владения потомков Абылай-хана (Уали, Касым, Губайдулла и др.). Российская империя, начавшая колонизацию казахских земель, с XIX века приступила к постепенному переселению русских крестьян на земли Кокшетау. Под руководством М. М. Сперанского в 1822 году был разработан «Устав о сибирских киргизах». Ханская власть в Среднем жузе была ликвидирована. 29 апреля 1824 года был образован Кокшетауский внешний округ, ага-султаном был назначен сын Уали — Губайдолла. Осенью того же года начало строиться Кокшетауское укрепление. Национально-освободительное движение казахского народа под руководством Кенесары Касымова, направленное на восстановление Казахского ханства, впервые началось в регионе Кокшетау. Кенесары со своим войском вынужден был оставить Кокшетау и отступить на юг. В 1853 году ага-султаном Кокшетауского внешнего округа был назначен Шынгыс Уалиханов, отец Шокана. В Кокшетау родились известные представители казахского искусства (Орынбай, Зильгара, Шоже, Акан сери, Биржан сал, Балуан Шолак, Укили Ыбырай и др.). В 1868 году Кокшетауский внешний округ был ликвидирован, вместо него был образован Кокшетауский уезд, подчиненный Акмолинской области. В 1895 году Кокшетауское укрепление получило статус города. Казахские земли и воды в 1891 году были объявлены собственностью Российской империи. В результате переселенческого движения только в 1885—1893 годах в Акмолинской области у казахов было изъято свыше 252 тысяч гектаров земель, в 24 села переселились 11 тысяч семей. В 1894 году численность русского населения увеличилась на 75 тысяч человек. Народ региона Кокшетау почувствовал все тяготы экономического, социального, морального давления царской политики. В годы Первой мировой войны для нужд фронта из региона Кокшетау были отправлены сырьё, продукты питания и многое другое. Размеры налогов, собираемых с местного населения, в некоторых местах увеличились в 15 раз. 25 июня 1916 года вышел царский Указ о призыве казахов на фронтовые работы, и началось национально-освободительное восстание казахского народа. Восстание в Кокшетау царские войска подавили осенью 1916 года.

### После Октябрьской революции
7 1917 году в Кокшетауском уезде был образован казахский комитет, подчинявшийся правительству Алашорды. В феврале-марте 1918 года были образованы исполнительные органы Советской власти. Однако, в мае одержали победу колчаковцы и к зиме установили свою власть. В Кокшетауском крае разгорелась Гражданская война. 12 ноября 1919 года войска Колчака были разгромлены, в Кокшетау установилась Советская власть. В этот сложный период выдвинулись борцы за освобождение народа А. Досов, С.Садуакасов, С.Шарипов и другие. В 1920 году была образована Киргизская АССР, регион Кокшетау вошёл в её состав. В 1920—1930-е годы регион пережил вместе со всем народом трудности насильственной коллективизации и индустриализации. В 1941—1945 годах 40 тысяч кокшетауцев сражались на фронтах Великой Отечественной войны, из которых 23 человека были удостоены звания Героя Советского Союза, В годы войны в регион Кокшетау и город из европейской части СССР был и эвакуированы многочисленные заводы и фабрики вместе с рабочими. 16 марта 1944 года была образована Кокшетауская область с центром в Кокшетау. В 1954 году, в период освоения целинных и залежных земель, в Кокшетаускую область из России, Украины, Белоруссии прибыли тысячи целинников. Казахские аулы вошли в состав вновь образованных совхозов, началось массовое закрытие казахских школ. Тем не менее, в советское время в Кокшетау были открыты производственные предприятия. Были построены заводы «Наука — Восток», «Металлист», швейные и трикотажные фабрики, горно-обогатительный комбинат, мясокомбинат, элеваторы для хранения зерна. Кокшетауская область превратилась в один из крупнейших агропромышленных регионов Казахстана. В 1997 году Кокшетауская область вошла в состав Акмолинской области.

## Экономика
В Кокшетау имеются Кокшетауское совместное предприятие «Васильков алтын» («VAS-Gold»), Степняковский золотой прииск, ТОО по выпуску минеральной воды. Кокшетауский край богат запасами редких металлов, помимо урана, алмазов, олова, запасами каолина.
В Кокшетау находятся Кокшетауский национальный природный парк, курорт «Бурабай», санатории «Окжетпес», «Щучинск», дома отдыха «Жеке батыр», «Голубой залив». Выходит газета «Кокшетау», работают русский драматический театр, филармония, архивные учреждения и музеи. 1 июля 1996 года в Щучинске был открыт Кадетский корпус. В 2002 году в Кокшетау переведена военная академия из Алма-Аты.

## В культуре
Истории Кокшетау посвящена поэма «Кокшетау» С. Сейфуллина, сборник «Кокшетау» М. Жумабаева, поэма «Батыр Баян» произведениях С. Муканова, Ж. Сапна, Ж.Садыкова, Е. Ибрагимова, И. Салахова, С. Жунусова и других поэтов и писателей; исследования учёных-историков — М. Козыбаева и Ж. Касымбаева.